# مسجد الرحمن (حلب)

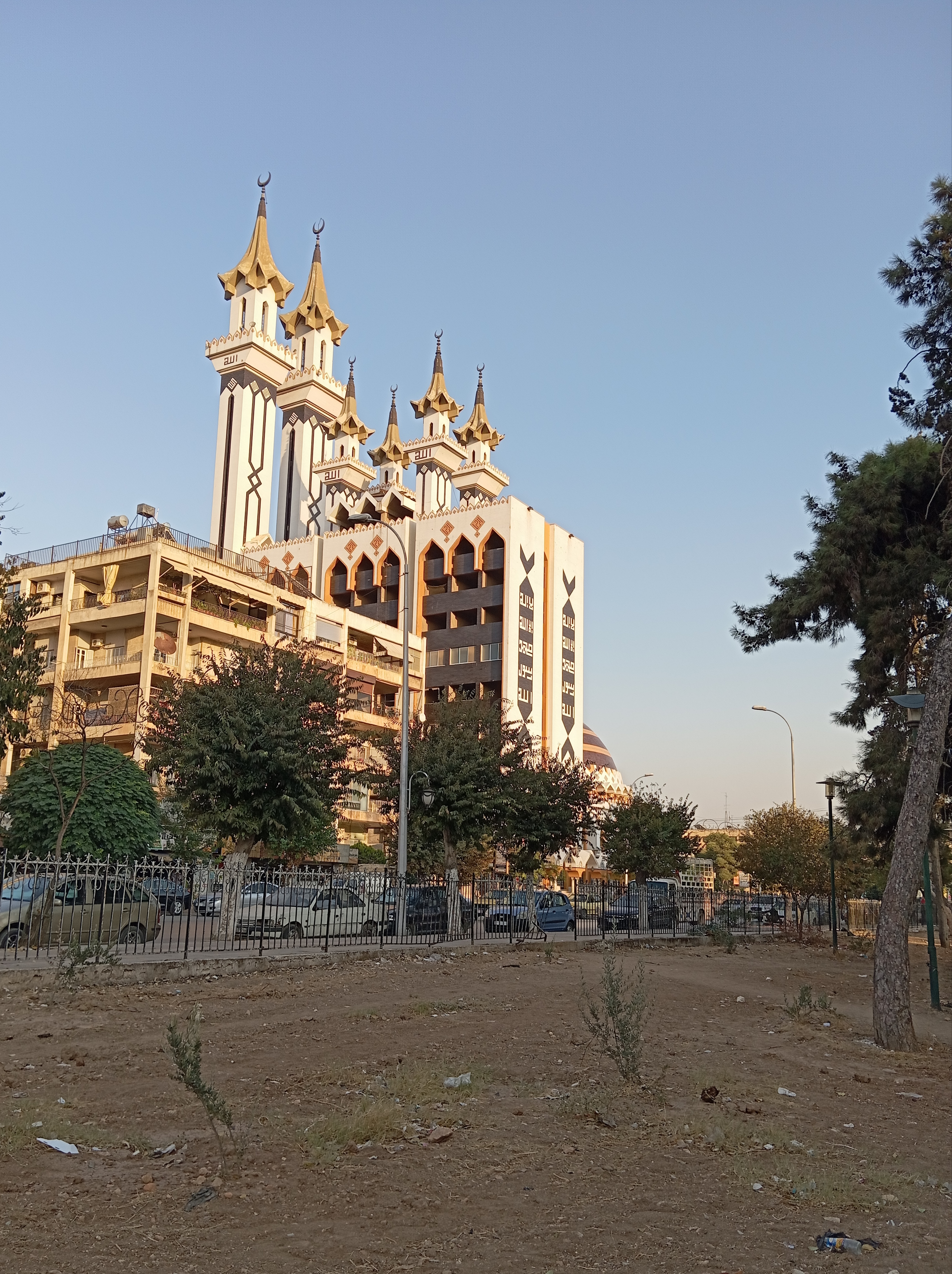
جامع الرحمن من الشارع

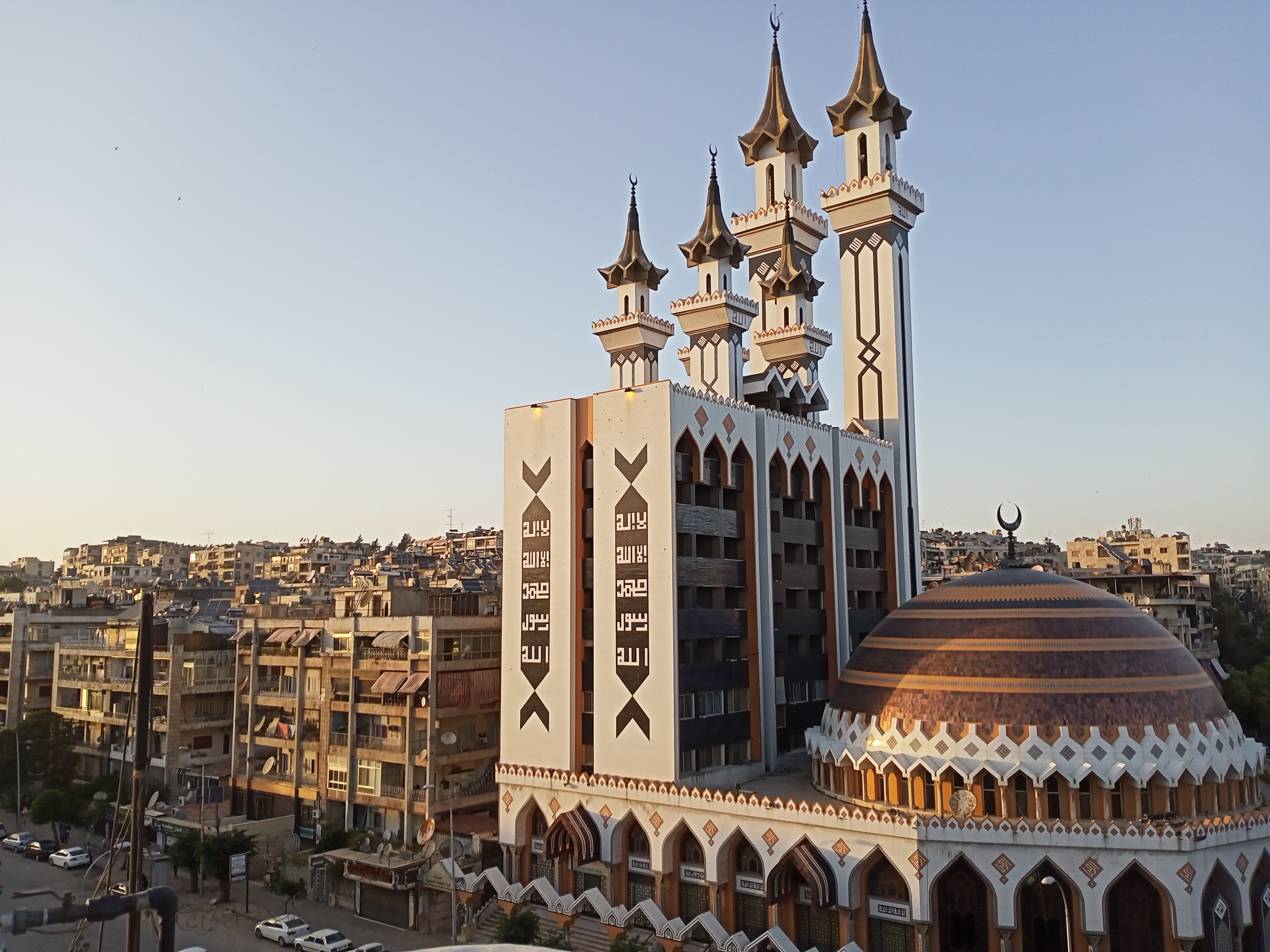
صورة المسجد من الأعلى

مسجد الرحمن أو جامع الرحمن يقع في شارع الملك فيصل بمدينة حلب السورية، يتميز هذا المسجد بطريقة بناءه المميزة وهو من الجوامع الفريدة بالبناء وهو جامع مبني على النظم الحديثة على أسس معمارية إسلامية قديمة تعود للعصور الإسلامية الأولى، وهذا ما تدل عليه المآذن المربعة ذات الأضلاع الرباعية التي تعود إلى العهد الأموي، ويذكر بعض السكان أنه بني على بعض جدرانه الخارجيهة أحجار على شكل صفحات من القرآن الكريم كتبت عليها آيات من سورة الرحمن.

## المراجع

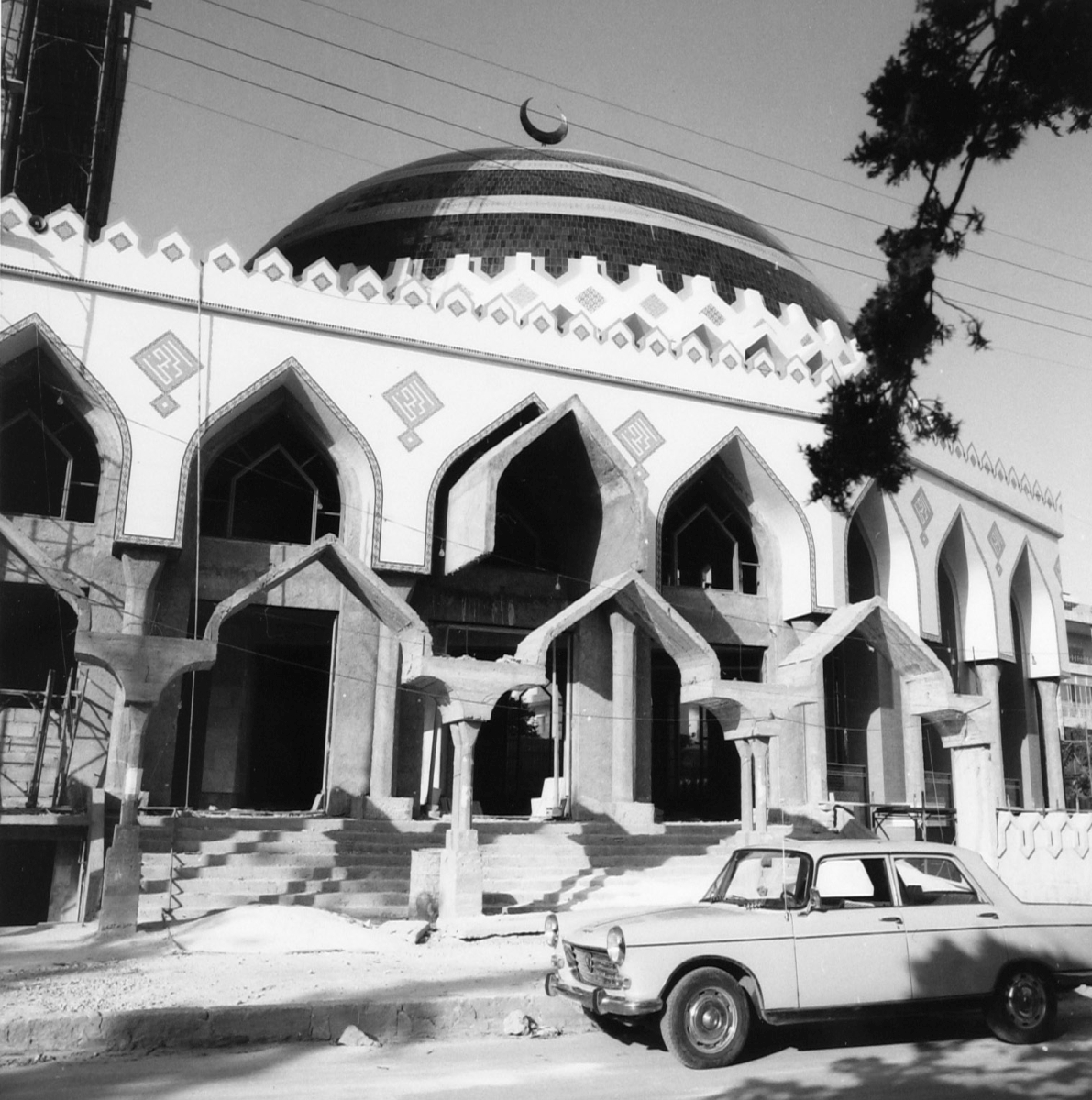
المسجد خلال بنائه

## معرض الصور

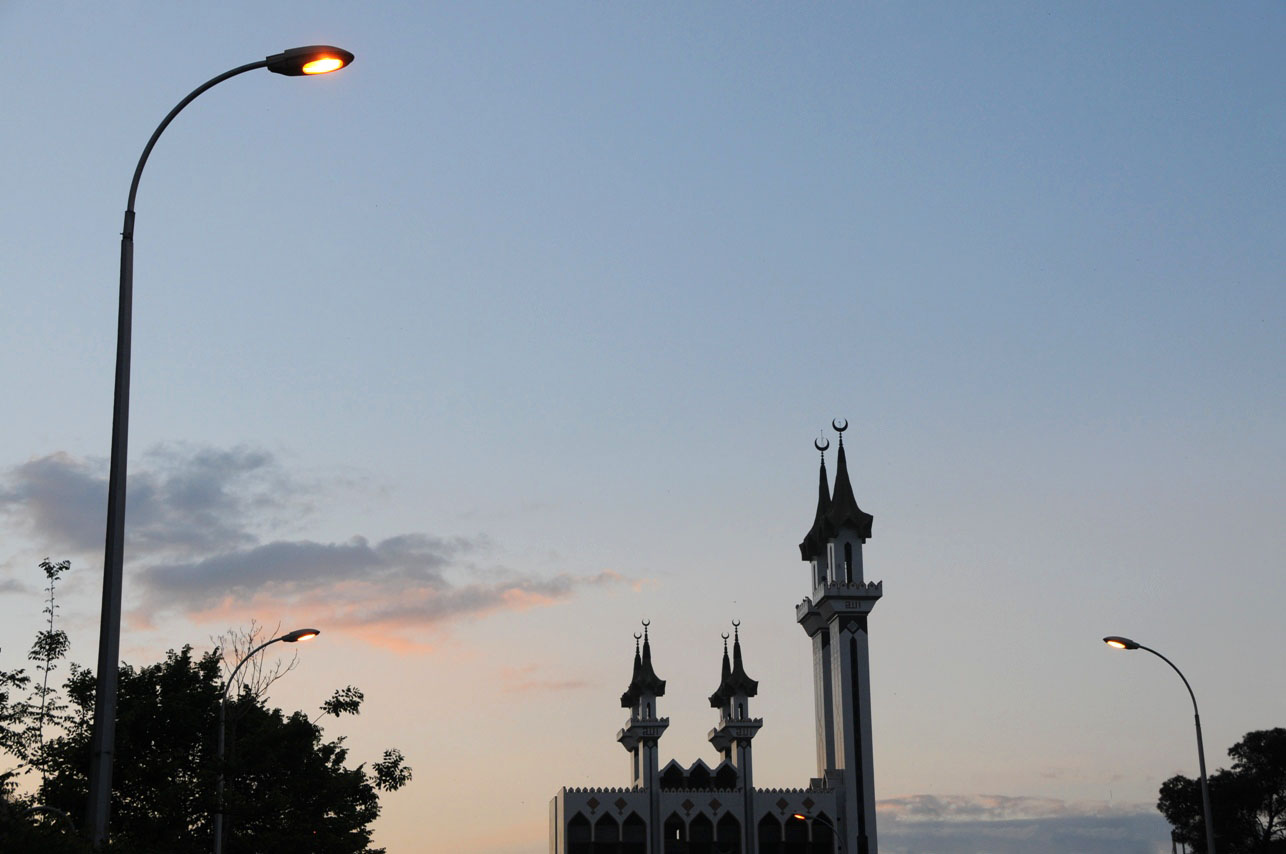
المسجد عند الغروب.